# 佛教慈敬學校
佛教慈敬學校（英語：Buddhist Chi King Primary School）是一所由香港佛教聯合會主辦及政府津貼的男女子中文全日制小學。該校在1969年創校，原位於牛頭角下邨，後因屋邨重建而於2002年遷至九龍灣的千禧校舍，現址為九龍九龍灣啟禮道12號。佛教慈敬學校小一至小六共開設25班，學生總人數約為700人。該校是一所佛教學校，並稱以佛陀精神為辦學宗旨，校訓為「明智顯悲」。

## 創辦及背景
佛教慈敬學校是香港佛教聯合會主辦的多間小學之一，該校創立於1969年，是當年佛教聯合會創立的第6間小學，原址位於牛頭角下邨（即當時所稱之牛頭角新區），由紙品商人嚴寬祜、崔常敏居士夫婦為紀念其先慈嚴陳慈敬捐建12萬興建，並以「慈敬」為校名。校方於1969年12月邀得時任副教育司盧家禮主持開幕儀式。
後因屋邨重建關係而向前教育署申請，並獲分配位於九龍灣啟禮道12號新校舍。其後，獲創辦人再次捐助續辦，於2002年8月8日接收校舍，並於同年9月2日正式開課啟用。與此同時，位於同一屋邨的牛頭角聖鮑思高學校亦於同年暫遷至此校舊校舍，供未畢業學生繼續就讀，直至該校於2006年結束。
2006年成立法團校董會。
2018年5月，九龍巴士有限公司捐出一部已退役的2000年丹尼士三叉戟三型巴士予佛教慈敬學校，該巴士被改裝成「CHI KING POWER」主題式英文圖書館，在課餘時舉辦不同的閱讀活動，並與鄰近的啟歷學校合作交換圖書。

## 歷任校監
- 1969年至1976年：嚴崔常敏居士 [2]
- 1976年至1981年：崔常祥居士
- 1981年至2005年：永惺法師[5]
- 2005年起：演慈法師

## 歷任校長
牛頭角下邨 佛教慈敬學校（上午校）
| 姓名   | 出任年期       |
| ------ | -------------- |
| 崔沛流 | 1969年－1982年 |

牛頭角下邨 佛教慈敬學校（下午校）
| 姓名   | 出任年期       |
| ------ | -------------- |
| 邱松基 | 1970年－1971年 |
| 潘八龍 | 1971年－1980年 |
| 崔沛流 | 1980年－1982年 |

牛頭角下邨/九龍灣 佛教慈敬學校（全日制）
| 姓名   | 出任年期       |
| ------ | -------------- |
| 崔沛流 | 1982年－1994年 |
| 蕭珍彩 | 1994年－2004年 |
| 莊聖謙 | 2004年－2020年 |
| 范秀琪 | 2020年－現在   |

## 現存校舍
校舍佔地7000平方米，屬後期型設計小學千禧校舍，設有24間課室及各類特別室（包括「心靈靜思軒」），並設有廚餘機、有機種植場等環保設施。另外，校舍北側亦設有與毗鄰仁濟醫院羅陳楚思中學共用的停車場大樓，其天台另設一個與毗鄰兩校共用的球場。
按照最初的規劃，此校與毗鄰羅陳楚思中學，將與另外三組中、小學校舍優先分配予「一條龍學校」，但最後兩座校舍由不同辦學團體/學校投得。
校舍連同毗鄰兩間中、小學，皆由中土建設-迅捷聯營承建，於2000年動工，2002年建成遷校。

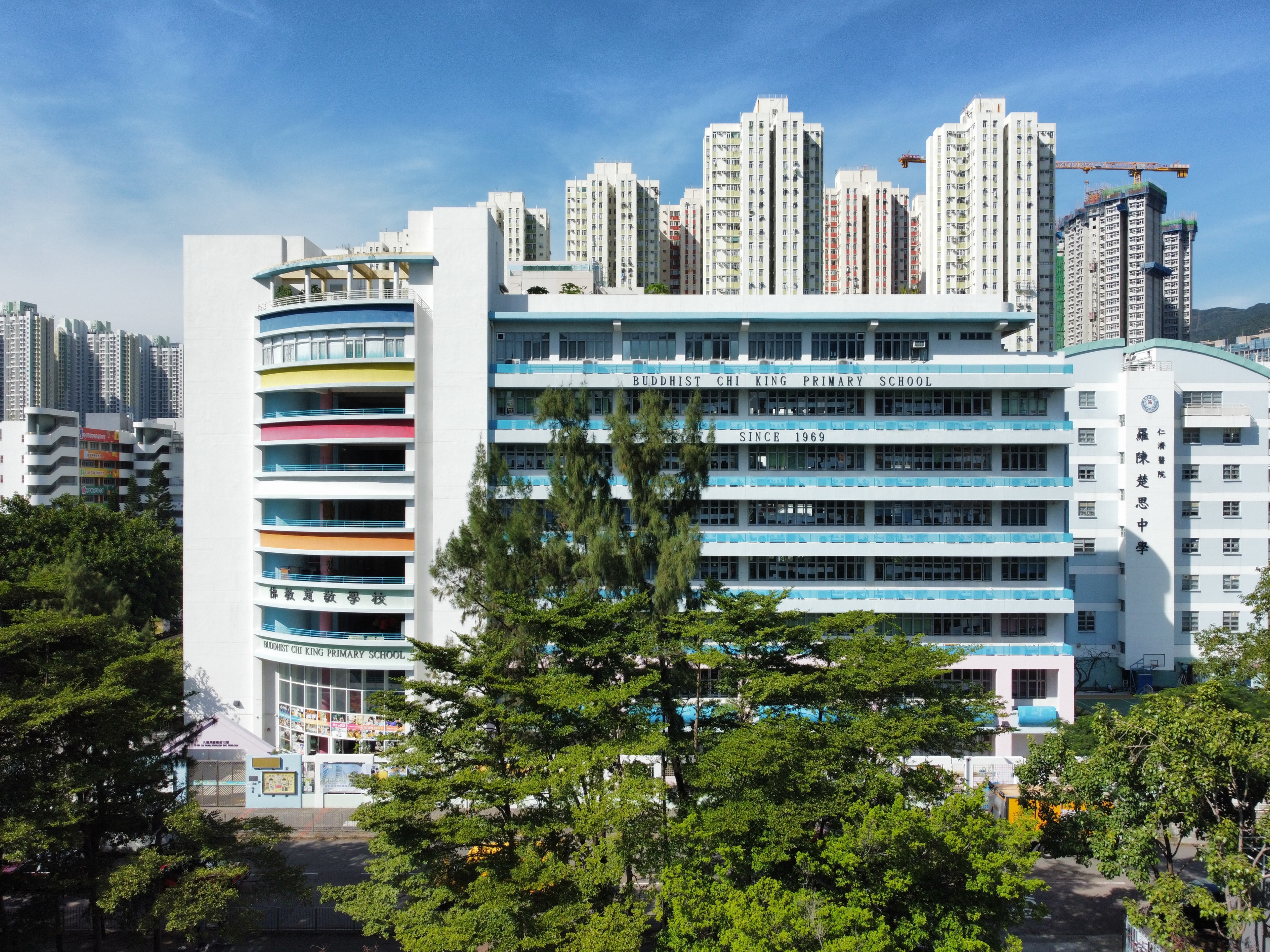
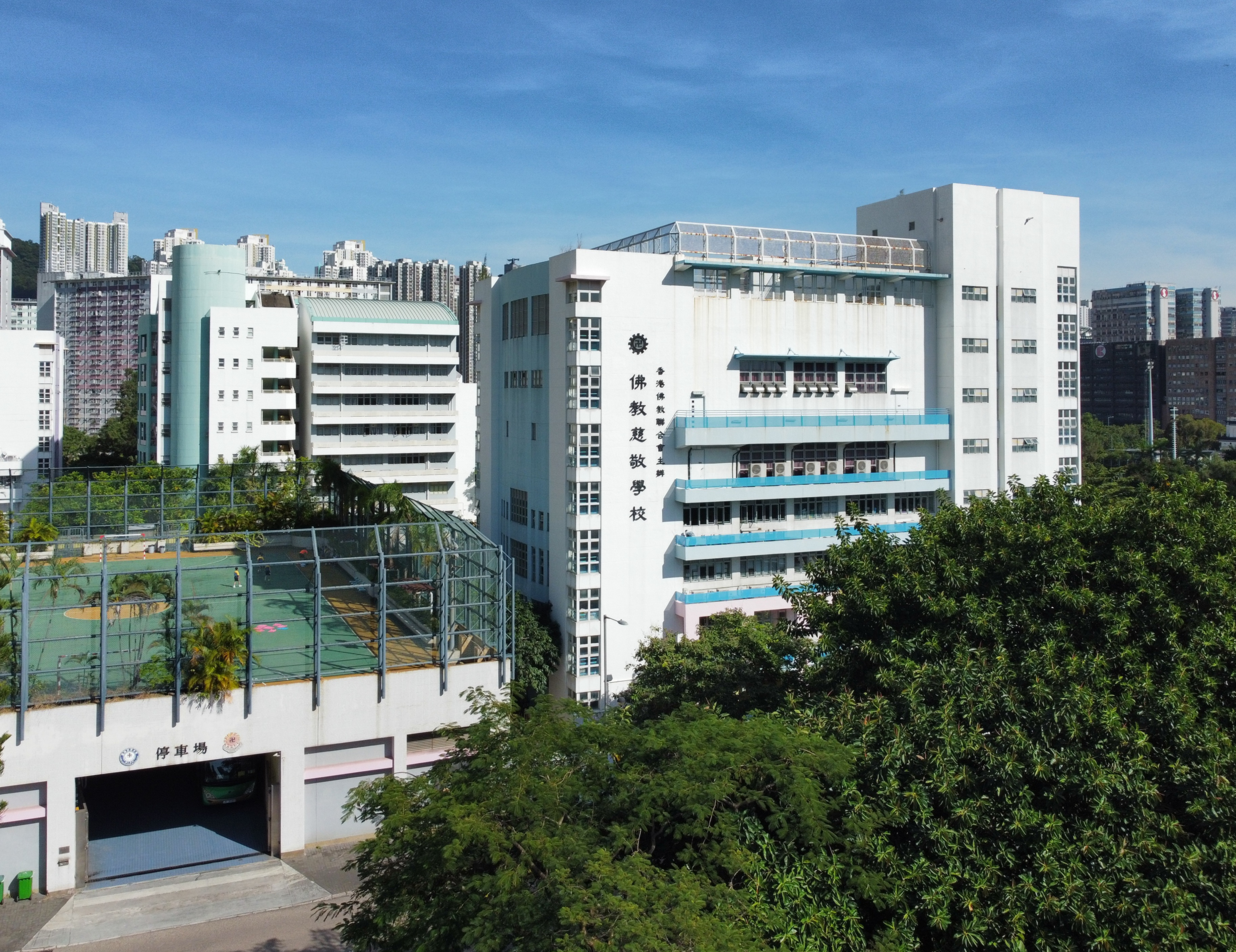

## 舊校圖片集

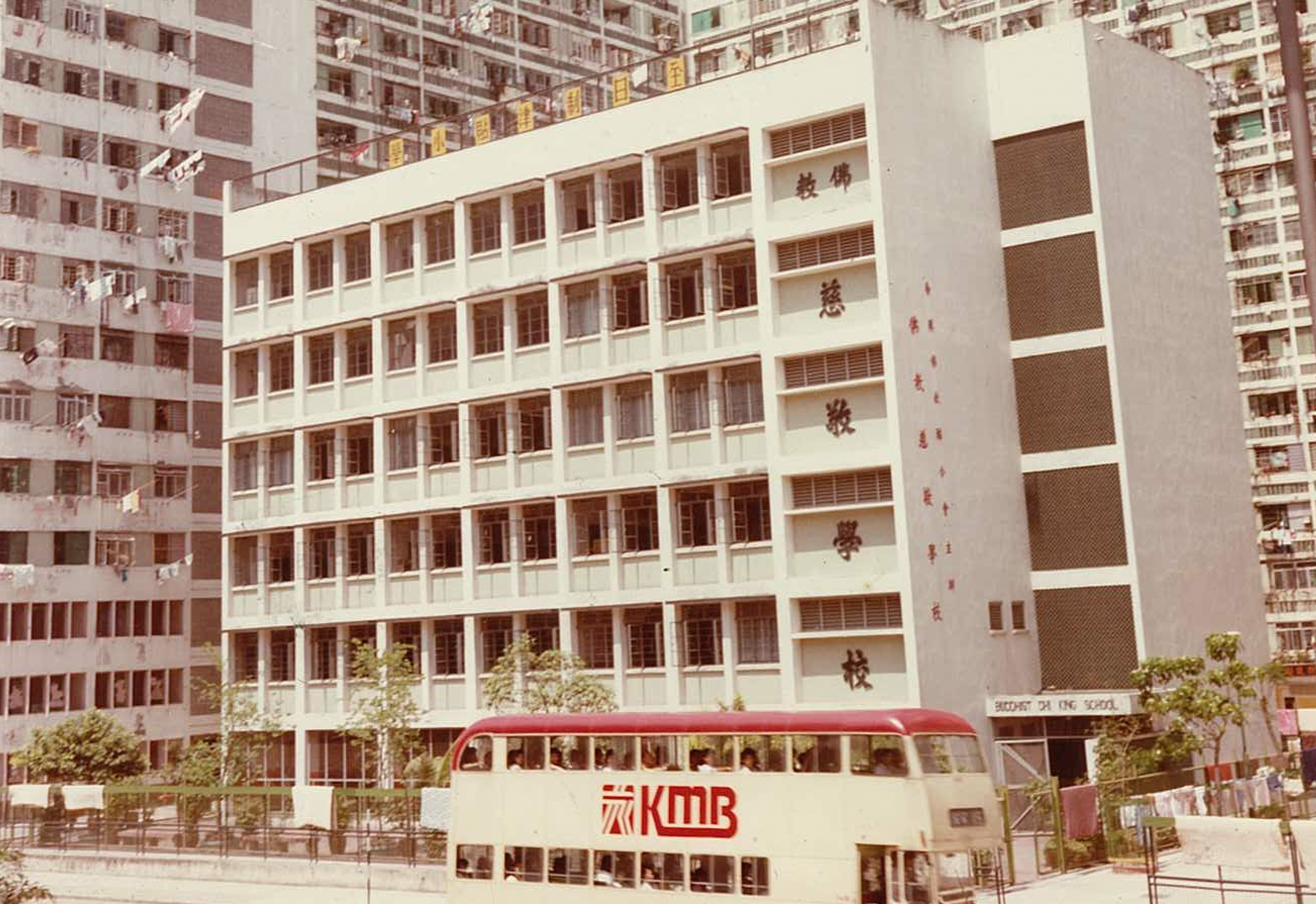
牛頭角下邨校舍
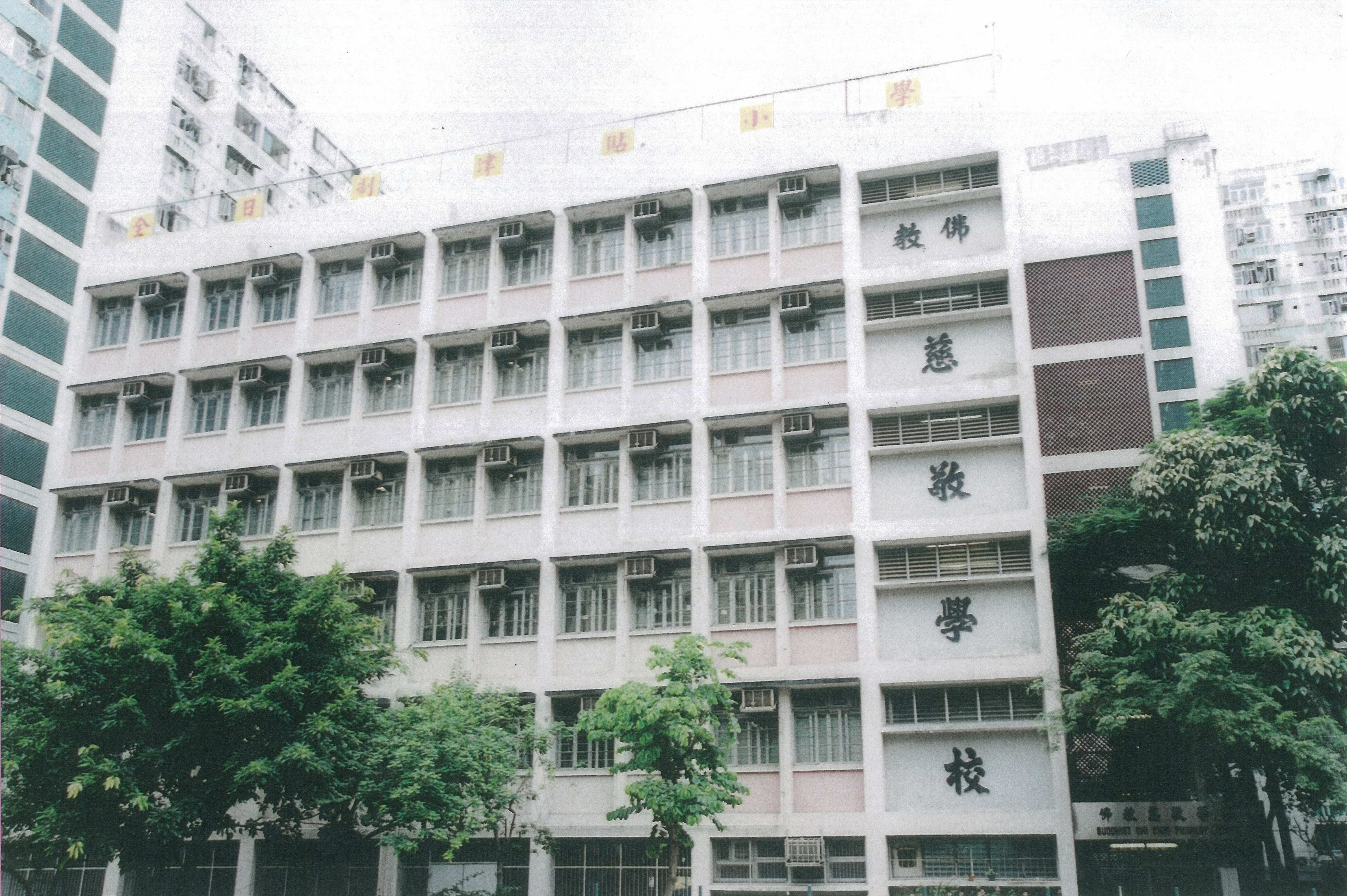
牛頭角下邨校舍

## 外部連結
- 佛教慈敬學校 Buddhist Chi King Primary School （页面存档备份，存于）
- 香港佛教聯合會（页面存档备份，存于）
- 佛教慈敬學校 法團校董會
- Daily Readers 培養學生輕鬆閱讀英語的習慣 （页面存档备份，存于）
- 333小老師培訓計劃 （页面存档备份，存于）